# Augila angulata
Augila angulata är en insektsart som beskrevs av Baker 1915. Augila angulata ingår i släktet Augila och familjen Caliscelidae. Inga underarter finns listade i Catalogue of Life.